# Football Club Altstätten
Le FC Altstätten est un club de football de la ville d’Altstätten, dans le Canton de Saint-Gall, en Suisse.
Ce club de la vallée du Rhin a été fondé en 1945. Il évolue en 2e Ligue.

## Parcours
- 1981 - 1982 Championnat de Suisse D2